# Mark Raymond
Mark Raymond (ur. 2 maja 1979) – australijski biathlonista i biegacz narciarski. Uczestnik mistrzostw świata w obu tych dyscyplinach. Medalista mistrzostw Australii w biegach narciarskich. Po zakończeniu kariery trener biathlonu.
Pięciokrotnie brał udział w biathlonowych mistrzostwach świata (2004, 2005, 2007, 2008 i 2009) – najwyższą, 77. pozycję, zajął w biegu indywidualnym w 2007. W Pucharze Świata zadebiutował 9 stycznia 2003 w Oberhofie, gdzie był 94. w sprincie. W sumie przez 8 sezonów (2002/2003 do 2009/2010) startował w zawodach tego cyklu, jednak ani razu nie zdobył punktów – najlepszy rezultat, 67. miejsce zanotował 8 lutego 2003 w Lahti.
Jest medalistą mistrzostw Australii w biegach narciarskich. W dyscyplinie tej czterokrotnie stawał na podium zawodów zaliczanych do Pucharu Kontynentalnego (za każdym razem w ramach rozgrywanych w Australii zawodów z cyklu Australia/New Zealand Cup) – po dwa razy na drugim i trzecim jego stopniu. W marcu 2009 wystartował w mistrzostwach świata w narciarstwie klasycznym, zajmując 54. lokatę w biegu na 50 kilometrów stylem dowolnym – był wówczas ostatnim sklasyfikowanym zawodnikiem, który ukończył ten dystans i nie został w jego trakcie zdublowany.
Po zakończeniu kariery zawodniczej został trenerem biathlonu.